# 정난종
정난종(鄭蘭宗, 1433 ~ 1489)은 조선의 문신·서예가이다. 본관은 동래. 자는 국형, 호는 허백당이다. 시호는 익혜이다.

## 생애
세조 때 문과에 급제하여 검열·이조좌랑·예조참판 등을 지냈고, 봉교로 있을 때 정자청과 함께 서얼 출신의 과거응시를 반대하였다. 1467년 황해도 관찰사로 있을 때 이시애의 난이 일어나자, 반란군을 평정하여 그 공으로 이듬해 호조참판이 되고 동래부원군에 봉해졌다. 1469년 《세조실록》을 편찬했으며, 《예종실록》 편찬에도 참여하였다. 1483년 성종 때 주문 부사로 명에 다녀온 후, 우참찬을 거쳐 이조·공조·호조판서 등을 지냈다.
그는 훈구파의 중진으로 성리학에 밝았으며, 글씨에도 뛰어났는데, 특히 초서와 예서에 능하였다. 글씨로 〈흥천사 종명〉, 〈윤자운 신도비〉 등이 전한다.

## 사후
《정난종선생묘및신도비외묘역일원》은 경기도 군포시 속달동에 있다. 묘역은 수리산(견불산)의 능선 중앙에 정란종 선생의 묘가 있고, 그 위로 장남인 정광보, 차남인 정광필의 묘가 차례로 있다. 모두 부인과의 합장묘이고, 봉분이 2개씩인 쌍분 형태이다. 정란종의 묘는 부인 완산 이씨와의 합장묘이며, 묘 앞에는 성종 20년(1489)에 세운 선생의 묘비와 성종 17년(1487)에 세운 부인의 묘비가 있다. 묘역 앞에는 제물을 올리고 제사를 지내기 위한 상석(床石)이 있고, 그 앞에 불을 밝히기 위해 만든 돌로 된 장명등(長明燈)이 있다. 묘역 좌우에 크기가 다른 문인석 2쌍이 있고, 묘역 아래에는 왕이나 고관 등의 평생 업적을 기리기 위해 무덤가에 세우던 신도비가 있는데, 남곤이 글을 지어 중종 20년(1525)에 세운 것이다.
정광보의 묘 역시 부인 전의 이씨와의 합장묘이며, 묘 앞에 묘비, 상석이 있고 상석 좌우로는 동자상이 1쌍 있다. 상석 앞에는 장명등이 있고, 장명등 좌우로는 멀리서도 무덤이 있음을 알 수 있게 해주는 망주석과 문인석이 1쌍씩 있다.
정광필의 묘도 부인 은율 송씨와의 합장묘이며, 묘 앞에는 묘비와 상석이 있고 상석 앞에 장명등이 있다. 좌우에는 문인석과 무인석 1쌍이 있으며, 묘역 좌측 아래에는 소세양이 글을 짓고 이황이 글씨를 써서 명종 17년(1562)에 세운 신도비가 있다. 1989년 6월 1일 경기도의 기념물 제115호로 지정되었다.

## 가족 관계
- 아들 : 정광보 (鄭光輔)
  - 손자 : 정한용 (鄭漢龍)
    - 증손자 : 정순복 (鄭純福)
      - 고손자 : 정상신 (鄭象信)

  - 손자 : 정사룡 (鄭士龍)
- 아들 : 정광필 (鄭光弼)

## 같이 보기
- 정광필
- 정광보
- 정사룡
- 정기원